# Стрэкан, Мэттью
Мэттью Стрэкан (/strækən/ или /strɔːn/; 11 декабря 1970, Бэлем — 22 сентября 2021, Твикнем, Большой Лондон) — английский композитор, певец, поэт-песенник.
Его самые известные работы — музыка для телевизионного шоу «Кто хочет стать миллионером?», написанная в соавторстве с его отцом Китом Стрэканом, и радио-сериал Home Front. Он также делал саундтреки для фильмов и телевизионных постановок, таких как Extract, The Detectives, Question Time, Winning Lines, джинглы для нескольких рекламных роликов и сценические мюзиклы.
Считается, что в качестве поэта-песенника Стрэкан имеет горько-сладкий стиль, часто применяя сатиру, чтобы сделать политические заявления о необычных предметах, таких как социальные сети и средства массовой информации. Как композитор сценических мюзиклов, он известен тем, что пишет песни с завершённым повествованием.
Стрэкан получил двенадцать наград от ASCAP.
Он также является создателем комического вымышленного композитора 1970-х годов Клауса Гармонии. В марте 2017 года издательство Simon & Schuster объявило, что будут издавать криминальную художественную литературу авторства Мэттью Стрэкана и его жены Бернадетт.
22 сентября 2021 года издание The Sun со ссылкой на источники в скорой помощи и Скотленд-Ярде сообщило, что Стрэкан в возрасте 50 лет умер в своем доме в Твикнеме, Лондон.

## Карьера
Мэттью Стрэкан является автором музыки не только для радио и телепередач, но и для театральных постановок, фильмов и рекламных роликов.
Стрэкан писал музыку для следующих телешоу:
- «Mind the Gap»
- «Who wants to be a millionaire?» («Кто хочет стать миллионером?»)
- «Super Millionaire»
- «The People Versus» («Народ против»)
- «Britain’s Brainiest» («Самый умный»)
- «Winning Lines»

## Дискография
Альбомы
- «A Quiet Place I've Waited», Nono Records (2017)
- «Serious Men», Lonely Goat Records (2016)
- «Perfect World Now Possible», Nono Records (2014)
- «Live at the St James Theater», Nono Records (2013)
- «25 Year Songbook Part II», Nono Records (2012)
- «25 Year Songbook», Nono Records (2012)
- «37203», Nono Records (2004)
- «Even Warren Beatty» (с Тимом Уитнолом), Nono Records (2002)
- «Save The King's Head», Nono Records (2000)
- «Fallen Angels», Nono Records (1999)
- «The Rock Serious Electric Roadshow», Nono Records (1993)

Сборники
- «Speed Limit Monkey», Nono Records (2008)
- «Flot Some, Jet Some», Nono Records (2008)

Выпущенные другими исполнителями
- «I Never Left You at All» — J. Фред Кноблох, «Hear Here», J. Fred Knobloch Music, (2015)
- «Journeyman» — Catherine Porter, сингл Nono Records, (2011)
- «Any More of You» — Кэтрин Портер, «37203», «Nono Records» (2004)
- «Love is Enough» — J. Fred Knobloch,  37203 , Nono Records, (2004)
- «The Note» — Дон Генри,  37203 , Nono Records, (2004)
- «Mama 'n' Them» — J. Fred Knobloch, сингл, Nono Records, (2008)
- «Just Because I Want To», — Томми Блейз, «Even Warren Beatty», Nono Records, (2008)

Саундтреки и мюзиклы
- As Is & Passing By, Nessus Records (2013)
- О Билле, Nessus Records (2011)
- Музыка для театра, Nessus Records (2011)
- Silk, Nessus Records (2009)
- Next Door's Baby, Nessus Records (2006)
- Кто хочет стать миллионером? — Саундтрек, Celador Records (2000)
- Кто хочет стать миллионером? — Интерактивная игра, Sony PlayStation, Disney Interactive (2000)
- История игрушек Sing Along, Disney (1997)

A.k.a Klaus Harmony
- Oeuvre Cinq, HarmonSink (2010)
- Oeuvre 4, HarmonSink (2009)
- Oeuvre Derde, HarmonSink (2008)
- Oeuvre Zwei, HarmonSink (2007)
- Oeuvre I, HarmonSink (2006)

## Музыка, использованная в кинофильмах
- Extract, композитор — Wundercrotchen, Miramax Films, (2009)

- Slumdog Millionaire, композитор — «Кто хочет стать миллионером?», Fox Searchlight, (2008)

- Millions, композитор — «Кто хочет стать миллионером?», Fox Searchlight, (2004)

- Celador Films Theme, Celador Films

- About a Boy, композитор — «Кто хочет стать миллионером?», Universal Pictures, (2002)

- A Kind of Hush, композитор и автор текста — Confusions, First Film Company/Metrodome, (1998)

## Музыка для телевидения и радио
- Home Front , BBC Radio 4
- Money, Композитор Finding Schuyler & Can You See me From Over There? BBC2
- Who Wants to Be a Millionaire? 10th Anniversary Американская вещательная компания
- Супер миллионер Американская вещательная компания
- Sketch Show Story BBC1
- Who Wants to Be a Millionaire?, Celador Productions, ITV, American Broadcasting Company
- Winning Lines, Celador Productions, CBS, BBC
- Ben-Hur (синдицированная американская радио-драма) Focus on the Family
- Britain's Brainiest, Celador Productions, International
- Question Time (сериал), Mentorn Films, BBC
- Car Wars, Mentorn Films, BBC
- The Gemini Apes, BBC Radio 4
- Mind the Gap ITV
- Nobblers, BBC Radio 2
- Гипнотический мир Paul McKenna, Celador Productions, ITV
- Diggin' The Dancing Queens BBC
- Детективы, Celador Productions, BBC
- Canned Carrott, Celador Productions, BBC
- Испытание Джаспер Карротт, Celador Productions, BBC
- Children's Ward, Гранада телевидения, ITV
- World Sport Esprit, TWI, Международный
- Легенды Уимблдона, TWI, Международный
- Scratchy and Co, Mentorn Films, ITV
- Boogie Outlaws BBC

## Музыка для кинофильмов
- Mostly Dead, UkFilm.co
- Love Is a Four Letter Word Worth Seven Points, Boxfly Media, (2015)
- In Limbo, Nine Ladies Films, (2015)

## Музыка для сцены
- Twitstorm, Park Theatre (Лондон)
- The Roundabout, Park Theatre (Лондон) / 59E59 Theatres, Нью-Йорк
- Acorn, The Courtyard Theatre (Лондон)
- The Man Called Monkhouse, Edinburgh Fringe / Национальный тур
- As Is, Trafalgar Studios
- Passing By , Tristan Bates Theatre
- As Is, Finborough Theatre
- Yours for Asking, Orange Tree Theatre
- О Билле, Landor Theatre
- Hungry Ghosts, Orange Tree Theatre
- Обещание, Orange Tree Theatre
- The Making of Moo, Orange Tree Theatre
- Silk, проведённый в Orange Tree Theatre
- Last Train to Nibroc, Orange Tree Theatre
- Next Door's Baby, Orange Tree Theatre
- С днём рождения, дорогая Алиса, Orange Tree Theatre
- The Lodger, Королевский театр, Виндзор
- The Fly , Old Fire Station Theatre, Оксфорд
- Mad Dog Killer Leper Fiend, Man in the Moon Theatre
- Simpleton of the Unexpected Isles, Orange Tree Theatre
- The Good Woman of Setzuan, Orange Tree Theatre

## Награды
- ASCAP Awards, Hall of Fame Award, 2012, Лондон
- ASCAP Awards, US TV Theme, 2011, Лондон
- ASCAP Awards, US TV Theme, 2010, Лондон
- ASCAP Awards, US TV Theme, 2009, Лондон
- ASCAP Awards, US TV Theme, 2008, Лондон
- ASCAP Awards, US TV Theme, 2007, Лондон
- ASCAP Awards, US TV Theme, 2006, Лондон
- ASCAP Awards, US TV Theme, 2005, Лондон
- ASCAP Awards, US TV Theme, 2004, Лондон
- ASCAP 17th Annual Film & TV Awards, Top TV Theme, 2002, Лос-Анжелес
- ASCAP 16th Annual Film & TV Awards, Top TV Theme, 2001, Лос-Анжелес
- ASCAP Awards, US TV Theme, 2000, Лондон